# پلیس پیشگیری فراجا
پلیس پیشگیری فراجا بزرگترین سازمان پلیس کشور و زیرمجموعه فرماندهی انتظامی جمهوری اسلامی ایران است، که فرماندهی و کنترل بر کلیه کلانتری‌ها و پاسگاه‌های انتظامی سراسر کشور، پلیس فرودگاه‌های کشور، پلیس راه‌آهن، پلیس خدمات قضایی مستقر در سازمان‌ها و وزارتخانه‌ها، یگان‌های امداد شهرستان‌ها، یگان‌های حفاظت سازمان‌های صداوسیما، تعزیرات حکومتی، میراث فرهنگی و گردشگری، سازمان انرژی اتمی، حفاظت محیط زیست، شیلات و منابع طبیعی را برعهده دارد.
پیشینه شکل‌گیری پلیس پیشگیری به سال ۱۲۸۵ و تأسیس نظمیه بازمی‌گردد. در سال ۱۳۷۰ در پی شکل‌گیری نیروی انتظامی، معاونت انتظامی، از دارایی‌های شهربانی، تشکیل شد. فرم کنونی پلیس پیشگیری در سال ۱۳۸۲ به‌عنوان یک سازمان مجزا تحت عنوان پلیس پیشگیری ناجا تأسیس شد.
پرسنل یگان‌های حفاظت بالغ بر ۱۱۰ هزار نفر و پرسنل کلانتری‌ها و پلیس‌های فرودگاه و راه‌آهن بالغ بر ۱۵۰ هزار نفر است، که با احتساب ۳۰ هزار نفر در سایر بخش‌ها، در مجموع نیروهای فعال پلیس پیشگیری بالغ بر ۲۹۰ هزار نفر برآورد می‌شود. هم‌اکنون سرتیپ پاسدار علی مؤیدی از دی ماه ۱۴۰۲ به‌عنوان رئیس پلیس پیشگیری فعالیت می‌کند.

## بخش‌ها و رده‌ها
- فرماندهی پلیس پیشگیری ناحیه‌های انتظامی (فرماندهی انتظامی استان‌ها و به صورت استثنا فرماندهی پلیس پیشگیری تهران بزرگ)
- یگان حفاظت آستان قدس رضوی
- یگان حفاظت سازمان امور اراضی کشور
- یگان حفاظت منابع طبیعی سازمان منابع طبیعی و آبخیزداری کشور
- یگان حفاظت سازمان حفاظت محیط زیست
- کلانتری‌ها و پاسگاه‌های انتظامی سراسر کشور
- یگان‌های امداد مناطق انتظامی سراسر کشور
- یگان حفاظت سازمان زندان‌ها و اقدامات تأمینی و تربیتی کشور
- یگان حفاظت منابع آبزی سازمان شیلات کشور
- یگان حفاظت سازمان انرژی اتمی
- یگان حفاظت سازمان صدا و سیما
- پلیس فرودگاه‌های کشور
- پلیس راه‌آهن کشور
- یگان حفاظت سازمان بنادر و دریانوردی
- یگان حفاظت سازمان تعزیرات حکومتی
- یگان حفاظت فیزیکی اماکن عمومی
- پلیس خدمات قضایی ادارات و سازمانها
- یگان حفاظت سازمان میراث فرهنگی، صنایع دستی و گردشگری (پلیس گردشگری)
- یگان حفاظت بنیاد مستضعفان
- یگان حفاظت فیزیکی شهرداری تهران
- یگان حفاظت سازمان ملی زمین و مسکن
- مرکز انتظام (ناظر بر شرکت‌های خدمات حفاظتی و مراقبتی و نگهبانان محله)

## آرم و علائم

نشان بازوی رسته پلیس پیشگیری
نشان یقه رسته پلیس پیشگیری